# 山口市立小鯖小学校
山口市立小鯖小学校（やまぐちしりつ おさばしょうがっこう、英語: Yamaguchi City Osaba Elementary School）は、山口県山口市下小鯖にある公立小学校。

## 概要
山口市旧市街と防府市の中間に位置。遠距離通学の児童のため、スクールバス通学も行われている。8学級、児童数169名（2018年5月現在）。

## 校歌
- 作詞は岡田岩吉、作曲は森豊之。

## 教育目標・理念
- 「豊かな学力と豊かな心をもち、たくましく生き抜く小鯖っ子の育成」を目指している。

## 沿革
- 1873年（明治6年）- 小鯖景好寺に、小鯖小学校開校。
- 1877年（明治10年）- 小鯖小学校を鯖地に移転、下小鯖小学校と改称。
- 1885年（明治18年）- 現在地に移転。
- 1887年（明治20年）- 小鯖尋常小学校と改称。
- 1892年（明治25年）- 高等科が設置、小鯖尋常高等小学校に改称。
- 1941年（昭和16年）- 小鯖国民学校に改称。
- 1947年（昭和22年）- 学制改革により、再び小鯖小学校と改称。
- 1954年（昭和29年）- 校舎改築、大内町立小鯖小学校と改称。
- 1961年（昭和36年）・1963年（昭和38年）- 校歌制作。山口市立小鯖小学校に改称。
- 1993年（平成5年）- 創立120周年記念。
- 2012年（平成24年）- 「歴史民俗資料室」完成。

## 通学区域
- 1区、2区樋ノ口、小鯖2区向山、3区、4区、5区、上鯖山、三本松町、7区、禅昌寺町、8区、百合ヶ丘団地、9区、10区、11区、12区、小鯖菅内団地、13区、14区、15区、16区、17区、18区 （※小鯖菅内団地は山口市立大内南小学校の選択可能区域）[1]

## 交通アクセス
- 山口駅から徒歩1時間17分
- 八反田から徒歩2分（防長交通バス利用）[2]